# Tayseer Allouni
Tayseer Allouni, (anche: Taysir, Tayseer) (anche: Alluni, Aluni, Alony) (in arabo تيسير علوني‎?; Deir ez-Zor, 1955), è un giornalista siriano naturalizzato spagnolo, del canale Al Jazeera news.
Nasce a Deir ez-Zor in Siria nel 1955; poi nel 1983 si trasferisce in Spagna dove studia economia, adottando la cittadinanza spagnola nel 1988. Ha intervistato Osama Bin Laden dopo gli attentati dell'11 settembre 2001 al World Trade Center. È stato condannato per reati legati al terrorismo in Spagna nel 2005, considerato come soggetto pericoloso.